# Старокангишево
Староканги́шево (рос. Старокангышево, башк. Иҫке Кәңгеш) — село у складі Дюртюлинського району Башкортостану, Росія. Входить до складу Маядиківської сільської ради.
Населення — 363 особи (2010; 393 у 2002).
Національний склад:
- башкири — 92 %

В селі народився американський учений хімік Віл Мірзаянов (1935).